# Horia Creangă

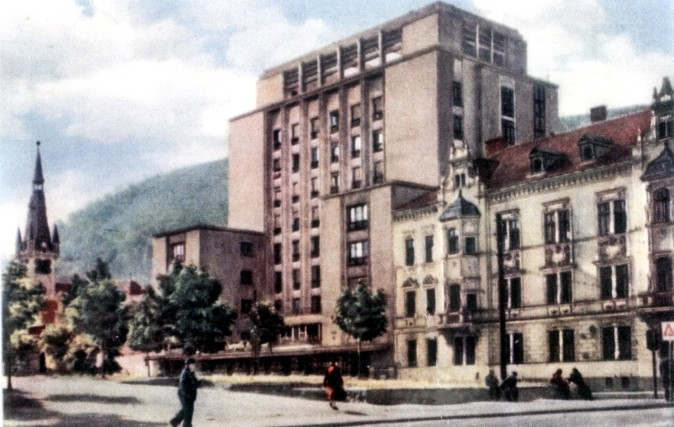
A brassói Aro Palace (1939)

Horia Creangă (1892. július 20., Bukarest — 1943. augusztus 1., Bécs) román építész. A modern építészet népszerűsítője Romániában, számos (több mint 70) jelentős közigazgatási, szocio-kulturális, ipari és lakóépületet tervezett.  Ezek közül a legismertebb az ARO tömbház. Más művei: Giulești-i színház, Malaxa üzemek, Mihai Bravu iskolaközpont, Burileanu-Malaxa tömbház és mások.
Horia Creangă a híres író, Ion Creangă unokája.

## Külső hivatkozások
- en http://www.archi-web.com/uar/f_creanga.htm
- (Románul) casamea.ro/blog - O bijuterie modernista

Életrajzi cikkek
- Nepotul lui Ion Creangă, arhitect de blocuri pe bulevardul Magheru, 28 Februarie 2011, Evenimentul zilei

Képek
- În amintirea arhitectului Horia Creangă, 20 octombrie 2013, Oana Marinache, Adevărul